# La regenta (film)
La regenta è un film del 1974 diretto da Gonzalo Suárez.

## Trama
Trasposizione cinematografica dell'omonimo romanzo di Leopoldo Alas.

## Produzione
Il film fu interamente girato in Spagna.

## Distribuzione
Il lungometraggio fu distribuito per il mercato inglese con il titolo The Regent's Wife.

## Riconoscimenti
Il film partecipò nel 1975 al Festival Internazionale del Cinema di Mosca.

## Critica
Definito un film di ottima fattura ed encomiabile la fotografia di Luis Cuadrado.